# Florian Fitz
Florian Fitz (* 16. November 1967 in Frankfurt am Main) ist ein deutscher Theater- und Fernsehschauspieler.

## Leben
Neben seiner Schauspielausbildung von 1988 bis 1990 am Wiener Franz-Schubert-Konservatorium arbeitete Florian Fitz bereits an verschiedenen Theaterbühnen, u. a. an der Freien Volksbühne Berlin und am Deutschen Theater München.
Seinen ersten Fernsehauftritt hatte Fitz 1988 in der Literaturverfilmung Die Bertinis nach Ralph Giordanos gleichnamigem Roman unter der Regie von Egon Monk. Für seine Darstellung des Step in Fremde, liebe Fremde erhielt er 1991 den Grimme-Preis. Von 2017 bis 2024 verkörperte er in den Folgen 34 bis 226 der ZDF-Vorabendserie Bettys Diagnose in einer tragenden Rolle den Klinikchef Professor Dr. Alexander von Arnstett. Im September 2023 wirkte er bei der Reality-Show Die Verräter – Vertraue Niemandem! mit.
Fitz ist der Sohn des Schauspielers Peter Fitz und dessen Frau Ute sowie der Bruder der 2016 verstorbenen Schauspielerin Hendrikje Fitz. Er ist nicht mit dem Schauspieler Florian David Fitz verwandt, der, um eine Verwechslung auszuschließen, den zweiten Vornamen „David“ einfügte. Florian Fitz wohnt zusammen mit seinem Sohn in Berlin-Charlottenburg.

## Filmografie (Auswahl)
- 1988: Die Bertinis (Fernsehserie, Folge Cesar)
- 1991: Fremde, liebe Fremde (Fernsehfilm)
- 1992: Mutter mit 16 (Fernsehfilm)
- 1992: Alpen-Internat[4]
- 1993: Kommissar Klefisch (Fernsehserie, Folge Tod am Meer)
- 1993: Glückliche Reise – Island (Fernsehreihe)
- 1994: Praxis Bülowbogen (Fernsehserie, Folge Vollmond)
- 1994: Schwarz greift ein (Fernsehreihe, Folge Die Macht des Wortes)
- 1995: Kommt Mausi raus?! (Fernsehfilm)
- 1995: Die Kommissarin (Fernsehserie, Folge Familienfest)
- 1995: Die Bibel – Moses (Fernsehfilm)
- 1996: Immer im Einsatz – Die Notärztin (Fernsehserie, Folge Um Leben und Tod)
- 1996: Der König (Fernsehserie, Folge Schlachtfest)
- 1996: Zwei vom gleichen Schlag (Fernsehfilm)
- 1996: Die Halbstarken (Fernsehfilm)
- 1997: Knockin’ on Heaven’s Door
- 1997: Forsthaus Falkenau (Fernsehserie, Folge Wie die Alten sungen)
- 1997: Ein Mord für Quandt (Fernsehserie, Folge Das Kind)
- 1997: Geisterjäger John Sinclair: Die Dämonenhochzeit (Fernsehfilm)
- 1997: Einsatz Hamburg Süd (Fernsehserie, Folge Operation Pin-Up)
- 1998: Nass gemacht! (Fernsehfilm)
- 1998: Drei Tage Angst (Fernsehfilm)
- 1998: Wolffs Revier (Fernsehserie, Folge Das Mädchen Marie)
- 1999–2001: Zwei Männer am Herd (Fernsehserie)
- 1999: Rosamunde Pilcher – Möwen im Wind (Fernsehreihe)
- 1999: Mordkommission (Fernsehserie, Folge Mord auf der Go-Kart-Bahn)
- 2000: Ein Fall für zwei (Fernsehserie, Folge Schneetreiben)
- 2000: Utta Danella – Der schwarze Spiegel
- 2000: OP ruft Dr. Bruckner – Die besten Ärzte Deutschlands (Fernsehserie, Folge Das Todesprogramm)
- 2001: Ein starkes Team – Verraten und verkauft (Fernsehserie)
- 2001: Die Braut meines Freundes (Fernsehfilm)
- 2001: Wann ist der Mann ein Mann (Fernsehfilm)
- 2001: Du oder keine (Fernsehfilm)
- 2001: Herzstolpern (Fernsehfilm)
- 2002: Wolffs Revier (Fernsehserie, Folge Wildwechsel)
- 2002: Equilibrium
- 2002: Der Verehrer (Fernsehfilm)
- 2002: Vollweib sucht Halbtagsmann (Fernsehfilm)
- 2003: Er oder keiner (Fernsehfilm)
- 2003: Der Fußfesselmörder (Fernsehfilm)
- 2003: Das Traumschiff – Südsee (Fernsehreihe)
- 2003: In der Höhle der Löwin (Fernsehfilm)
- 2003: Der Ermittler (Fernsehserie, Folge Der Traum vom Glück)
- 2003: Cappuccino zu Dritt (Fernsehfilm)
- 2004: Utta Danella – Plötzlich ist es Liebe
- 2004: Der Weihnachtshund (Fernsehfilm)
- 2005: Barfuss (Fernsehfilm)
- 2005: Inga Lindström – Mittsommerliebe
- 2005–2007: Der Fürst und das Mädchen (Fernsehserie)
- 2005: Ein Luftikus zum Verlieben (Fernsehfilm)
- 2005: SOKO Leipzig (Fernsehserie, Folge Topstar gesucht!)
- 2005: Küstenwache (Fernsehserie, Folge Flucht ohne Wiederkehr)
- 2005: SOKO Kitzbühel (Fernsehserie, Folge Die Todesquelle)
- 2005: Der Bulle von Tölz: Der Weihnachtsmann ist tot
- 2005: Zwei Weihnachtshunde (Fernsehfilm)
- 2005: Polly Adler – Eine Frau sieht rosa (Fernsehfilm)
- 2005: Agathe kann’s nicht lassen – Mord im Kloster (Kriminalfilm)
- 2006: Fünf Sterne (Fernsehserie, Folge Die Leihfrau)
- 2006: Wer entführt meine Frau? (Fernsehfilm)
- 2006: Polizeiruf 110 – Tod im Ballhaus
- 2006: Liebe auf vier Pfoten (Fernsehfilm)
- 2006: Mr. Nanny – Ein Mann für Mama (Fernsehfilm)
- 2007: Das Traumschiff – San Francisco
- 2007: Was heißt hier Oma! (Fernsehfilm)
- 2007: Im Tal der wilden Rosen (Fernsehserie, Folge Vermächtnis der Liebe)
- 2007: Schuld und Unschuld (Fernsehfilm)
- 2007: Siska (Fernsehserie, Folge Requiem für einen Engel)
- 2007: Mitten im Leben (Comedyserie, Folge Der Rivale)
- 2007: Elvis und der Kommissar (Fernsehserie)
- 2008: Ein Ferienhaus auf Ibiza (Fernsehfilm)
- 2008: Zwei Herzen und ein Edelweiß (Fernsehfilm)
- 2008: Ein starkes Team – Freundinnen
- 2008: Küstenwache (Fernsehserie, Folge Bombe an Bord)
- 2008: SOKO Kitzbühel (Fernsehserie, Folge Hochzeitsglocken)
- 2008: Der indische Ring (Fernsehfilm)
- 2008, 2020: SOKO Wien (Fernsehserie, Folgen Nachts kaum Abkühlung, Full House)
- 2008: Kreuzfahrt ins Glück – Hochzeitsreise nach Madeira (Fernsehreihe)
- 2009: Der Staatsanwalt (Fernsehserie, Folge Schwesternliebe)
- 2009: Kommissar Rex (Il commissario Rex ) (Fernsehserie, Folge Familienbande)
- 2009: Ein Strauß voll Glück (Fernsehfilm)
- 2009: Rosamunde Pilcher – Wiedersehen in Rose Abbey (Fernsehreihe)
- 2009: Eine Liebe in St. Petersburg (Fernsehfilm)
- 2010: Das Traumhotel – Sri Lanka (Fernsehserie)
- 2010: Um Himmels Willen (Fernsehserie, Folge Böses Erwachen)
- 2011: Ein Fall für zwei (Fernsehserie, Folge Dunkle Schatten)
- 2011: Alarm für Cobra 11 – Die Autobahnpolizei (Fernsehserie, Folge Das Zweite Leben)
- 2011: Leppel & Langsam (Fernsehfilm)
- 2011: Das Glück dieser Erde (Fernsehserie, 4 Folgen)
- 2011–2013: Der Bergdoktor (Fernsehserie, 4 Folgen)
- 2011: SOKO Stuttgart (Fernsehserie, Folge Wombats Ende)
- 2011: Flaschendrehen (Fernsehfilm)
- 2011: Sommerlicht (Fernsehfilm)
- 2011: SOKO Wismar (Fernsehserie, Folge Das Phantom)
- 2012: Die Bergretter (Fernsehserie, Folge Goldrausch)
- 2012: Kennen Sie Ihren Liebhaber? (Fernsehfilm)
- 2012: Küstenwache (Fernsehserie, Folge In mörderischer Absicht)
- 2012: Der letzte Bulle (Fernsehserie, Folge Und raus bist du!)
- 2012–2013: Heiter bis tödlich: Hauptstadtrevier (Fernsehserie, 4 Folgen)
- 2012: In aller Freundschaft (Fernsehserie, Folge Mit hohem Einsatz)
- 2012: Letzte Spur Berlin (Fernsehserie, Folge Erlebensfall)
- 2013: SOKO Leipzig (Fernsehserie, Folge Das letzte Lied)
- 2013: Heldt (Fernsehserie, Folge Tod in der Nachbarschaft)
- 2013: Borgia (Fernsehserie, Folge The Seven Sorrows)
- 2013: Heiter bis tödlich: Morden im Norden (Fernsehreihe, Folge Tödliche Umleitung)
- 2013: Forsthaus Falkenau (Fernsehserie, 6 Folgen)
- 2014: Die Rosenheim-Cops (Fernsehserie, Folgen 284–289 und 296–299)
- 2015: Der Lehrer (Fernsehserie, Folge Zieh's Dir rein und weine)
- 2015: Inga Lindström – In deinem Leben
- 2015: Kreuzfahrt ins Glück – Hochzeitsreise in die Türkei
- 2015: Die Rosenheim-Cops – Der Tod des Grafen
- 2016: Das Traumschiff – Cook Islands
- 2016: Rosamunde Pilcher – Argentinischer Tango
- 2016: SOKO Köln (Fernsehserie, Folge Der einzige Ausweg)
- 2016: Die Spezialisten – Im Namen der Opfer (Krimiserie, Folge Tod eines Untoten)
- 2016: Alarm für Cobra 11 – Die Autobahnpolizei (Fernsehserie, Folge Treibjagd)
- 2016: Notruf Hafenkante (Fernsehserie, Folge Der Clan)
- 2017:  Die andere Seite (1 Folge)
- 2017–2024: Bettys Diagnose (Fernsehserie)
- 2018: Beck is back!
- 2023: Survivors (Fernsehserie)
- 2023: Die Verräter – Vertraue Niemandem!
- 2023: Das Traumschiff: Walvis Bay